# Västerdalälven
Västerdalälven est un cours d'eau de la province de Dalécarlie, en Suède et un affluent du fleuve Dalälven.

## Géographie
Il est formé lors de la confluence de Görälven et Fuluälven. D'une longueur d'environ 315 kilomètres[réf. nécessaire] en incluant ses sources, il forme le fleuve Dalälven lors de sa confluence avec l'Österdalälven au niveau de la commune de Gagnef.

### Communes traversées
Le Västerdalälven traverse entre autres les deux communes de Malung et Vansbro.

### Bassin versant
Son bassin versant est de 8 640 km2 de superficie[réf. nécessaire].

## Affluents
- Görälven (rd[note 1])
- Fuluälven (rg),

## Hydrologie
Son régime hydrologique est dit pluvio-nival.